# Johnny Gordon
Johnny Delroy Gordon Benwell (Limón, 12 de enero de 1991) es un costarricense que juega como centrocampista.

## Clubes
| Club                    | País       | Año       |
| ----------------------- | ---------- | --------- |
| Limón F.C               | Costa Rica | 2015-2021 |
| Puntarenas F.C          | Costa Rica | 2021-2023 |
| Limón Black Star        | Costa Rica | 2023      |
| Municipal Pérez Zeledón | Costa Rica | 2024-2025 |

## Palmarés

### Títulos nacionales
| Título                         | Club           | País       | Año  |
| ------------------------------ | -------------- | ---------- | ---- |
| Segunda División de Costa Rica | Puntarenas F.C | Costa Rica | 2021 |
| Segunda División de Costa Rica | Puntarenas F.C | Costa Rica | 2022 |